# نيكي فوكس
نيكي فوكس (بالإنجليزية: Nikki Fox)‏ هي صحفية بريطانية، ولدت في 3 مارس 1980 في بلاكبول في المملكة المتحدة.